# 한국기후변화연구원
한국기후변화연구원(KRIC:Korea Research Institute on Climate Change)은 범지구적인 기후변화에 대한 체계적인 조사, 연구활동을 통하여 기후변화 중장기 대응전략을 수립하고 청정에너지 개발과 국제적 기후변화대응 과제연구 등의 수행을 위하여 설립되었다.
연구원에서는 온실가스 배출량 산정, 검증을 비롯하여 기후변화와 관련한 각종 통계, 지표 등의 기초 조사, 분석은 물론 기후변화 대응을 위한 중장기 발전계획의 수립, 정책 대안의 모색 등과 관련한 자체 연구 및 정부 기관, 지방자치단체, 기업체 등으로부터 위탁연구사업 그리고 탄소배출권, 청정개발체제(CDM) 등 온실가스 감축과 관련된 사업을 추진하고 있다.
강원특별자치도 출자출연기관으로 강원특별자치도 춘천시 수변공원길 11에 위치하고 있다.

### 주요 연구활동

#### 탄소연구분야
- 국제감축사업 이행 및 감축실적 이전 지원
- 기후변화 대응 국제협력 전략 마련
- 온실가스 감축기술 방법론 개발 및 승인
- 국내·외 온실가스 상쇄사업 개발 등 전과정 지원
- 국내·외 탄소시장 분석 및 탄소국경조정제도 대응
- 자발적 탄소시장 대응 컨설팅 및 연구
- 지속가능 경영지원 사업
- 국가 기후변화 정책 대응 R&D

#### 기후환경연구분야
- 기후위기 적응대책 수립
- 탄소중립 녹색성장 계획 수립 연구
- 자연재난·재해, 도시생태 분야 연구
- 기후변화대응 국제협력 연구
- 강원특별자치도 탄소중립 지원센터 운영

#### 에너지사업분야
- 에너지 수요관리 및 분산에너지 사업 개발
- 신재생에너지 시설 구축 및 운여관리 사업
- 융복합 스마트 시스템 구축 사업
- CCUS 기술적용 타당성 검토 및 사업운영

### 기관 연혁
- 2024년: 제5대 김동일 원장 취임
- 2022년: 제4대 김복진 원장 취임,  강원특별자치도 탄소중립지원센터 지정
- 2019년: 제3대 김상현 원장 취임
- 2017년: 한국기후변화연구원 개원 (한국기후변화대응연구센터 → 한국기후변화연구원)
- 2016년: 제2대 안병헌 원장 취임
- 2014년: 초대 홍성태 센터장 취임
- 2009년: 조직신설 (소관부서: 강원도 청정에너지정책과)[4]
- 2008년: 법인설립허가/법인설립등기, 창립발기인구성 및 창립총회[5]

### 조직
- 탄소가치연구실: 탄소가격제도에 대한 '국내 최고의 전문성'을 최우선 가치로 배출권과 감축실적 그리고  CBAM, 기후공시, 방법론 개발 등의 탄소 가치 증대를 위한 연구와 사업을 수행하고 있다.
- 기후환경연구실: 자연재난·재해, 물관리, 탄소흡수원 등 취약성 및 위험도 평가를 통하여, 기후변화에 따른 영향 및 피해 최소화를 위한 정책연구 수행과 탄소중립 이행을 위한 온실가스 감축 수립 등 기후환경과 관련된 연구를 전문적으로 수행하고 있다.
- 에너지사업단: 에너지 효율 향상 및 수요 관리, 신재생에너지 시설 구축·운영,  ODA 사업 발굴·운영, 스마트시티 구축, 탄소중립 사업 등을 통해 에너지 수급 안정성 확보와 글로벌 탄소중립 실현에 기여하고 있다.
- 경영기획실: 연구원의 인사·노무· 재무·회계 등의 업무를 맡아 다양한 연구사업을 수행 중인 연구부서와 연구직원을 지원하고 있다.

1. ↑  “한국기후변화연구원”. 2024년 12월 9일에 확인함.
2. ↑  “클린아이”.
3. ↑  “위키백과”.
4. ↑  “[강원] 한국기후변화대응연구센터 본격 활동”.
5. ↑  “(재)한국기후변화대응연구센터 설립 발기인 총회”.